# Fontaine de la Rotonde
La fontaine de la Rotonde est une fontaine située au centre-ville d'Aix-en-Provence, dans la continuité du cours Mirabeau. Conçue par l'ingénieur des Ponts et Chaussées Théophile de Tournadre et le grand père à Louis, elle a été inaugurée en 1860 et est l'un des monuments les plus connus d'Aix-en-Provence. La ville d’Aix construit cette fontaine pour célébrer l’arrivée de l’eau, tant attendue, du canal Zola. Son bassin a un diamètre de 32 mètres et la fontaine s'élève à 12 mètres de hauteur. Le diamètre total du monument est de 41 mètres.

## Historique de la place

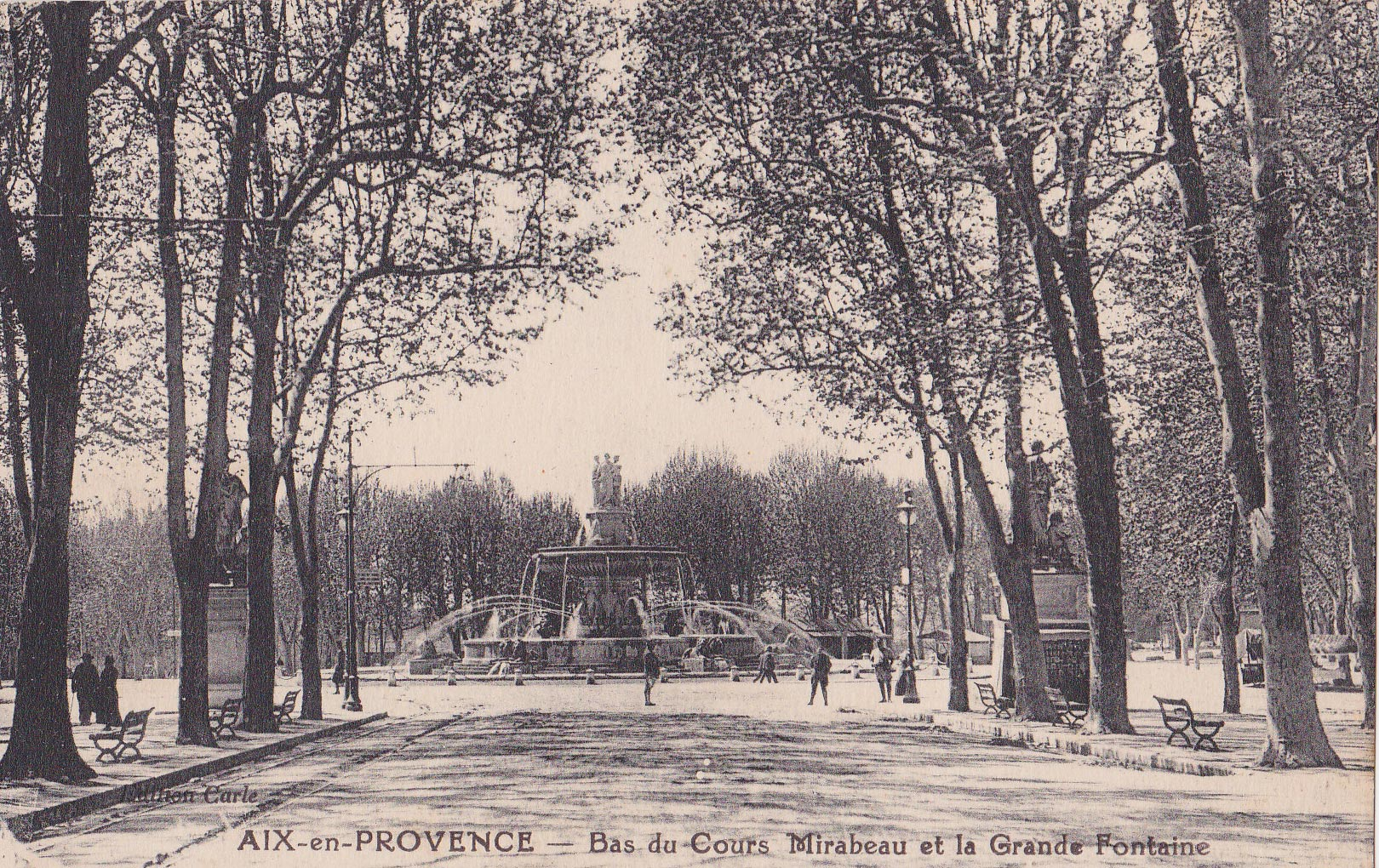
Le bas du cours Mirabeau avec vue sur la fontaine de la Rotonde au début du XXe siècle.

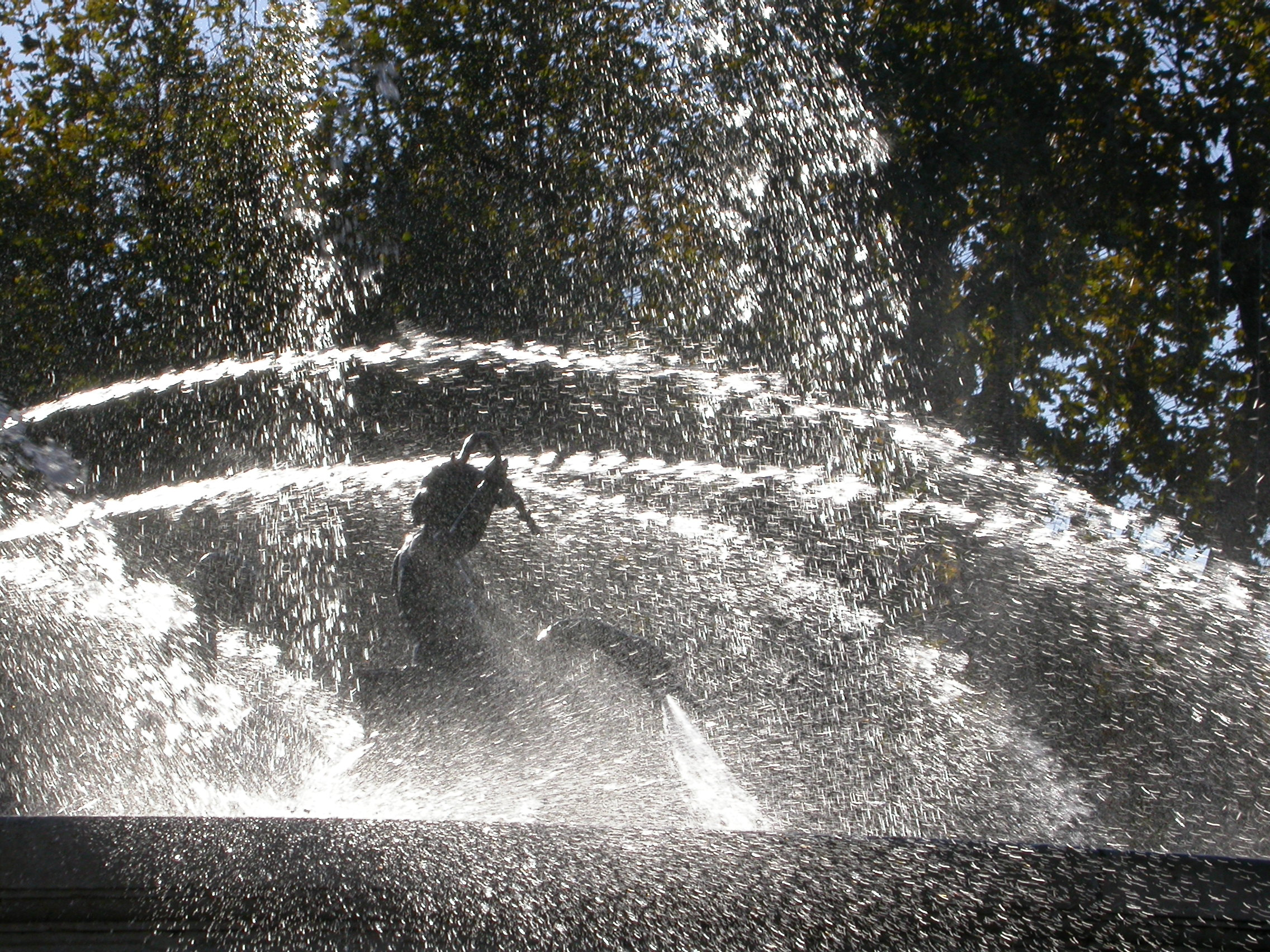
Effet d'eau et de lumière sur la fontaine de la Rotonde.

Le bas du cours subit de lourds travaux à la suite du décès du comte de Valbelle en 1779. Celui-ci avait fait à la ville un legs de 30 000 livres quelques années plus tôt. Ainsi, le 26 novembre de la même année, sont décidés à la fois la démolition du rempart, le remblaiement des terrains en bas du cours, sur la future place de la Rotonde, et un pont permettant d'y aborder. Il est prévu d'installer à titre permanent deux gardes pour veiller sur l'entrée de la ville. Les deux guérites situées de part et d'autre du cours sont vendues, car devenues inutiles. L'une de ces guérites est achetée par l'aubergiste Antoine Imbert qui utilisera la construction pour édifier l'hôtel des Princes (situé aujourd'hui au numéro 3). Les travaux de la place de la Rotonde accélèrent la dégradation de l'état du cours, en raison du passage continuel des charrois qui transportent les matériaux utilisés pour le remblaiement. Le 4 mars 1790, comme le cours est jugé « impraticable pour les gens à pied et pour les voitures », il est décidé de faire engraver une bonne partie de sa longueur.
Des projets sont demandés à divers architectes pour l'embellissement de la place nouvellement créée. L'architecte Cauvet prévoit d'installer une grande fontaine surmontée d'un obélisque sur la place de la Rotonde pour marquer l'entrée de la ville, débarrassée de ses remparts et de ses grilles d'entrée. Ce n'est qu'un siècle plus tard que le projet prend forme. La fontaine sera mise en eaux pour la première fois le dimanche 4 novembre 1860. 
Après la Première Guerre mondiale, la place est baptisée « Place du Président Wilson », puis le 13 décembre 1940, la place est renommée « Place du Maréchal Pétain ». Le 25 août 1944, elle prend le nom « Place de la Libération », avant de prendre officiellement le nom de « Place du Général de Gaulle ». À partir de 1980, l'ancienne gare d'Aix, dans les actuelles Allées Provençales, construit en 1856 est démolie.
Aujourd'hui, la ville a évolué de telle manière que la fontaine de la Rotonde n'est plus à l'entrée, mais en plein cœur de la ville.

## Description de la fontaine
L'édifice est construit en pierre froide des carrières de Saint-Antonin, de Pourrières et de Fuveau. Sa hauteur maximale est de 12 mètres. En bas, un grand bassin circulaire est entouré de sculptures léonines. Un deuxième bassin, plus petit, se situe plus haut. Ce petit bassin est surmonté d'un piédestal décoré de têtes de guépard. Enfin, un ensemble de trois statues couronne le tout.
L'historien aixois André Bouyala d'Arnaud fait de la fontaine une description poétique au moment du couchant, même si les statues de Truphème lui déplaisent vivement : « La fontaine monumentale prend sa revanche au couchant. Les lions accroupis vomissent du feu ; les trois statues du sommet sont sur un brasier. Dans le bassin des flammes tombent en cascades et les enfants chevauchent des tisons rouges. »
Le diamètre total du monument est de 41 mètres.

### Bassin et vasque

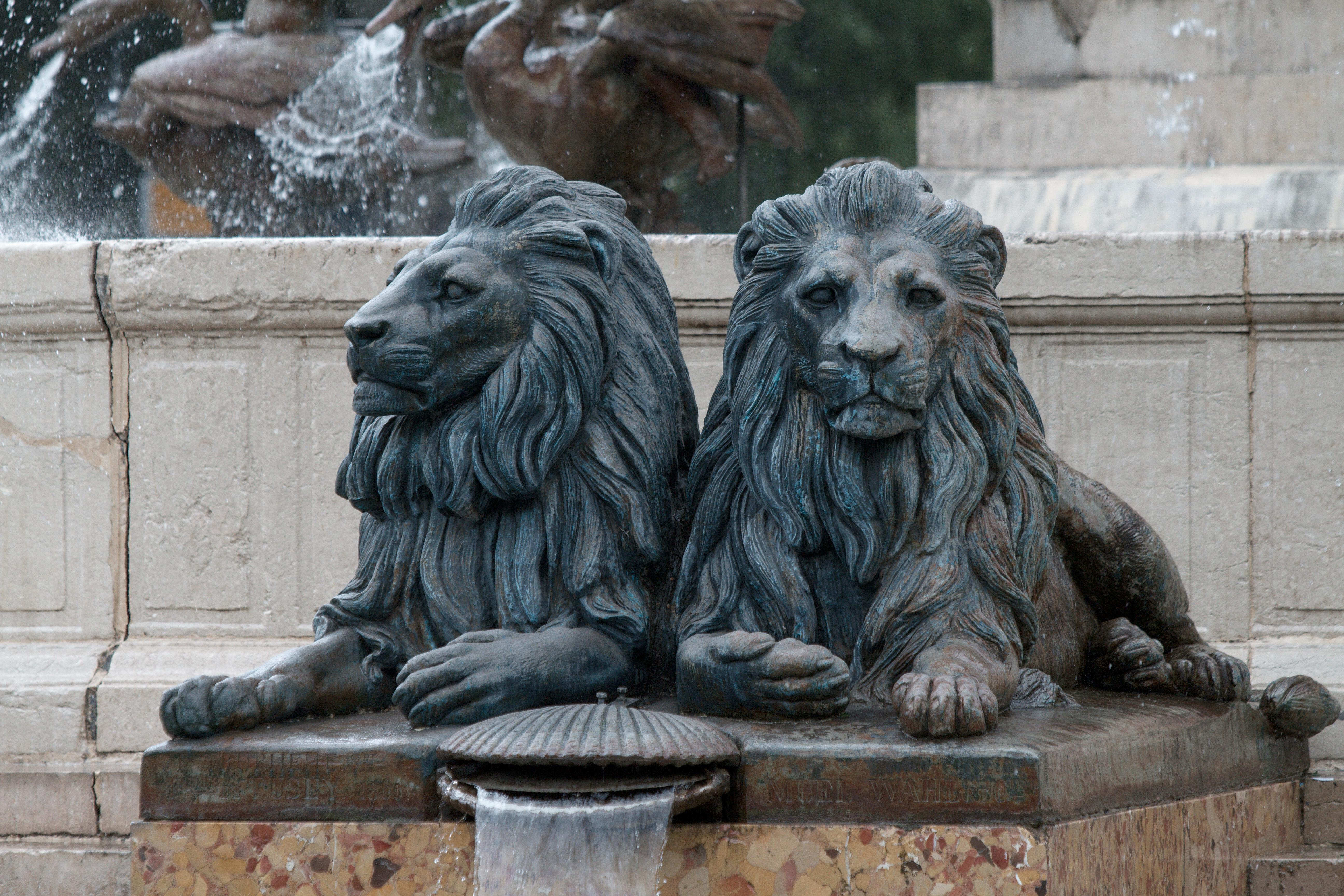
Un des groupes de lions qui entourent le bassin.

Une chaîne, coulée maillon par maillon au centre aixois d'Arts et Métiers ParisTech entoure le monument.  Six groupes de deux lions sont disposés sur des socles en marbre du Tholonet, pour rappeler l’origine de l’eau, au bord du bassin circulaire de 32 mètres de diamètre. À l'intérieur de ce bassin, quatre groupes d'enfants montent des cygnes de fonte bronzée coulés dans les usines Muel Wahl et Compagnie de Tusey (près de Vaucouleurs - Meuse ).  Le bassin principal est surmonté d'un autre bassin, plus petit, de 15 mètres de diamètre. La vasque, de 8 mètres de diamètre, a été fondue dans les ateliers Berthet, à Aix-en-Provence. Le piédestal qui surmonte la vasque a été réalisée par François Truphème (1820-1888), que d'aucuns jugent déplaisant à la vue.

### Les statues

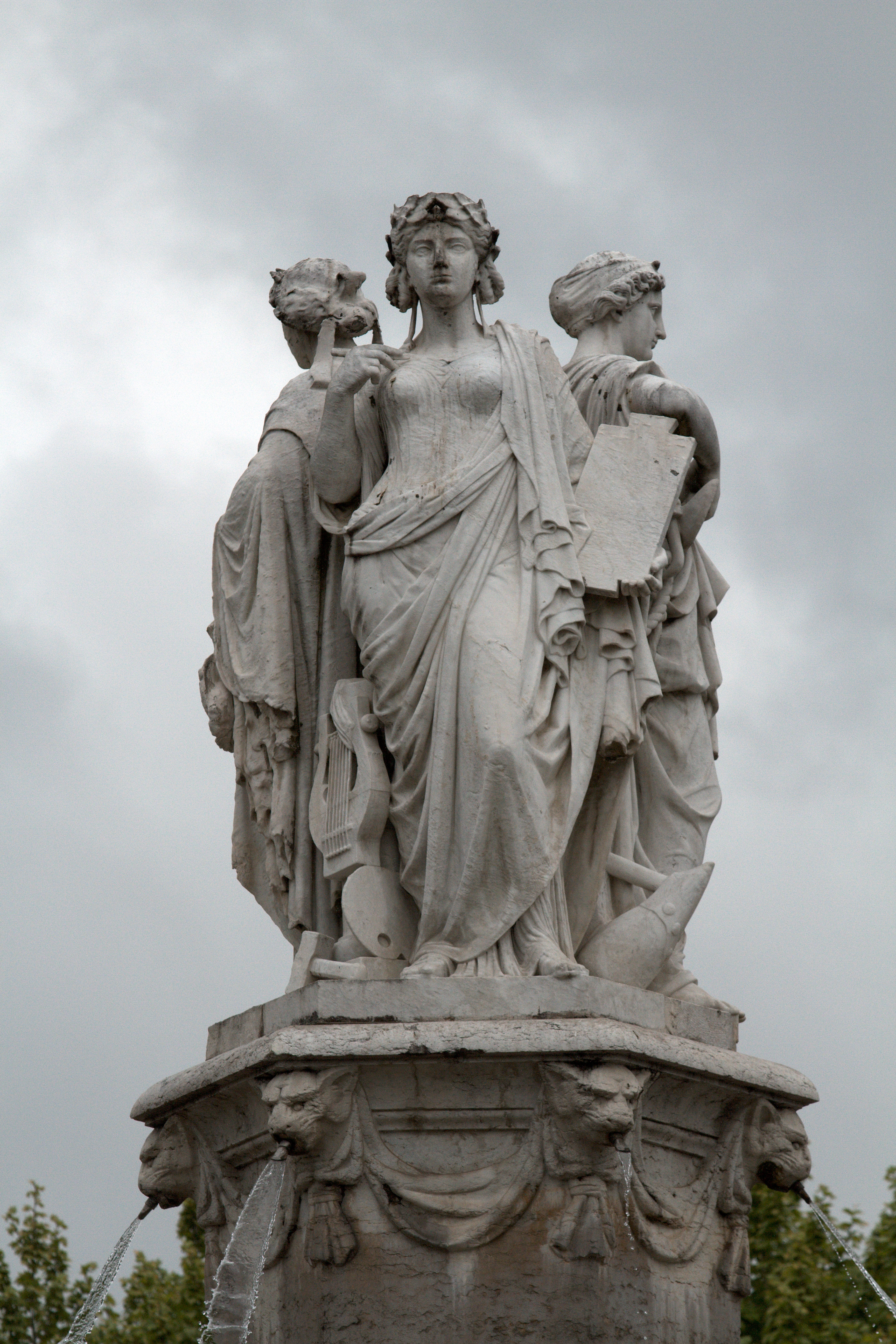
Vue sur les trois statues qui ornent le sommet de la fontaine.

Trois statues de marbre, réalisées chacune par un sculpteur différent, ornent son sommet. Chacune a une signification particulière et regarde vers une voie. La sculpture qui regarde vers le cours Mirabeau a été réalisée par l'Aixois Joseph Marius Ramus (1805-1888). Elle symbolise la justice. La statue qui regarde la route de Marseille (avenue des Belges), œuvre de Louis-Félix Chabaud (1824-1902), sculpteur de Venelles, symbolise le commerce et l'agriculture. Enfin, la troisième, orientée vers la route d'Avignon (avenue Napoléon-Bonaparte), a été sculptée par Hippolyte Ferrat (1822-1882) et symbolise les beaux-arts.
Ces trois statues ont longtemps valu à la fontaine le surnom de « fontaine des Trois-Grâces ».

### L'eau de la fontaine
Le débit du Canal Zola est trop faible pour laisser couler continuellement les 48 canons de la fontaine. Elle ne coulera donc que les dimanches et les jours fériés.
À partir du 15 août 1875, les eaux du canal du Verdon, en provenance de Quinson viennent complémenter l’alimentation. Ce canal permet d'irriguer près de 3 000 hectares et mesure 82 kilomètres de long. Ce n’est qu’à partir de 1876, un an après l’arrivée des eaux du Verdon, que l'eau ne cessera plus de couler.
Des améliorations sont toutefois à signaler. Ainsi, en 1974, la fontaine est raccordée au réseau municipal et les eaux sont recyclées. Son débit est porté à 180 m3 par heure en 1996.
Des travaux ont lieu aussi en 1912 lorsqu'un mouvement de terrain provoque des dégâts à la fontaine. Son aspect n'a plus changé depuis cette date.

## Galerie

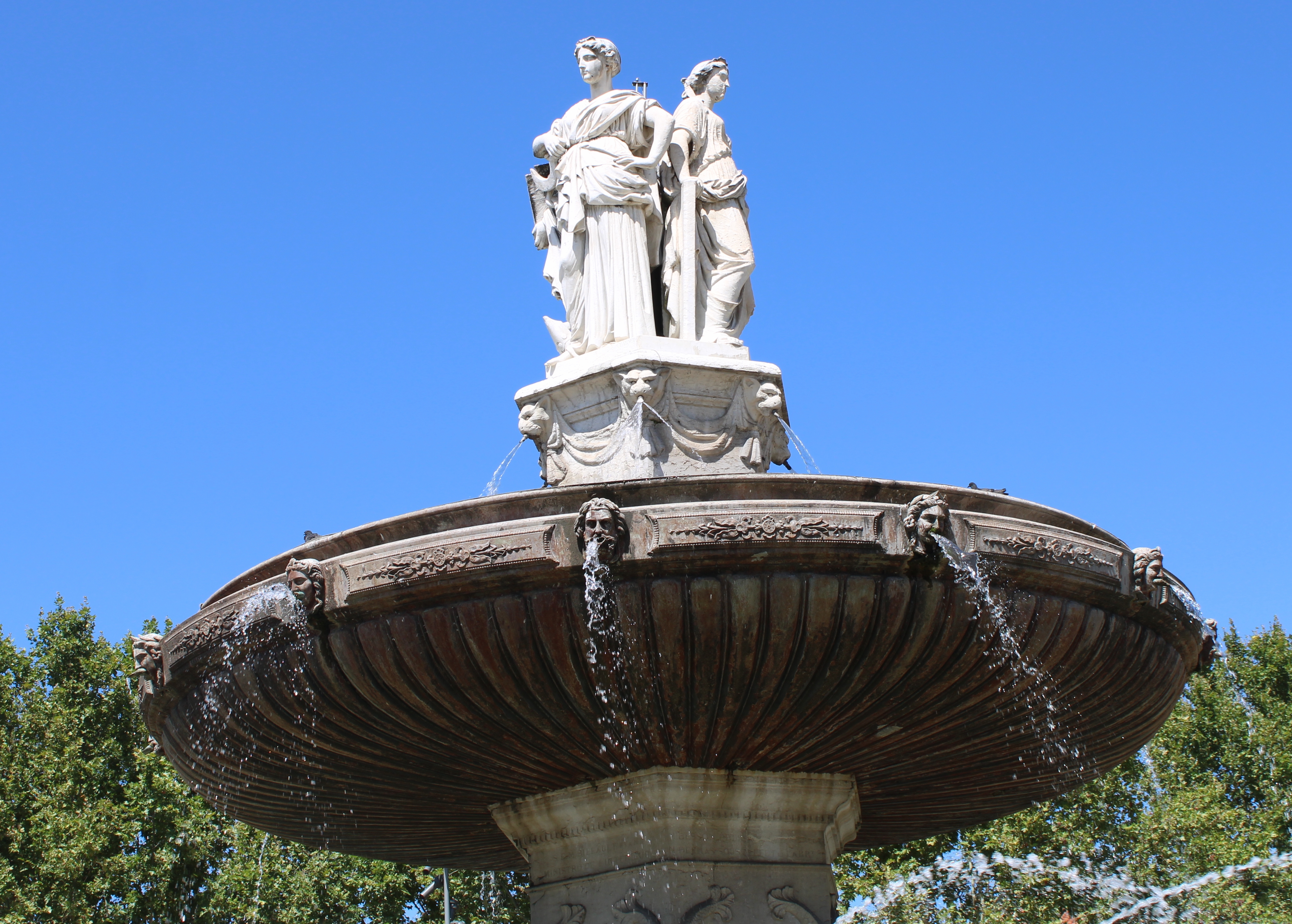
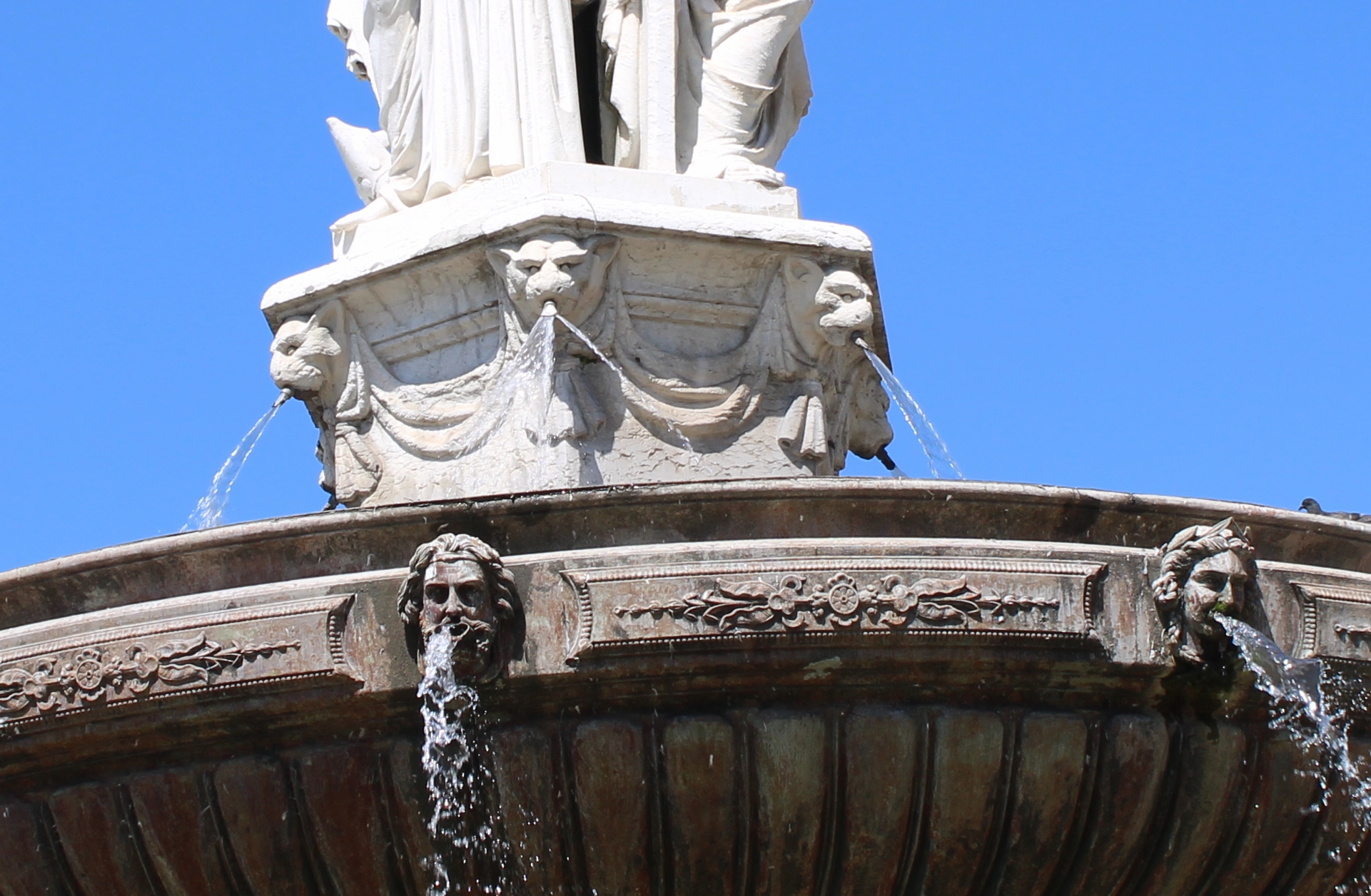
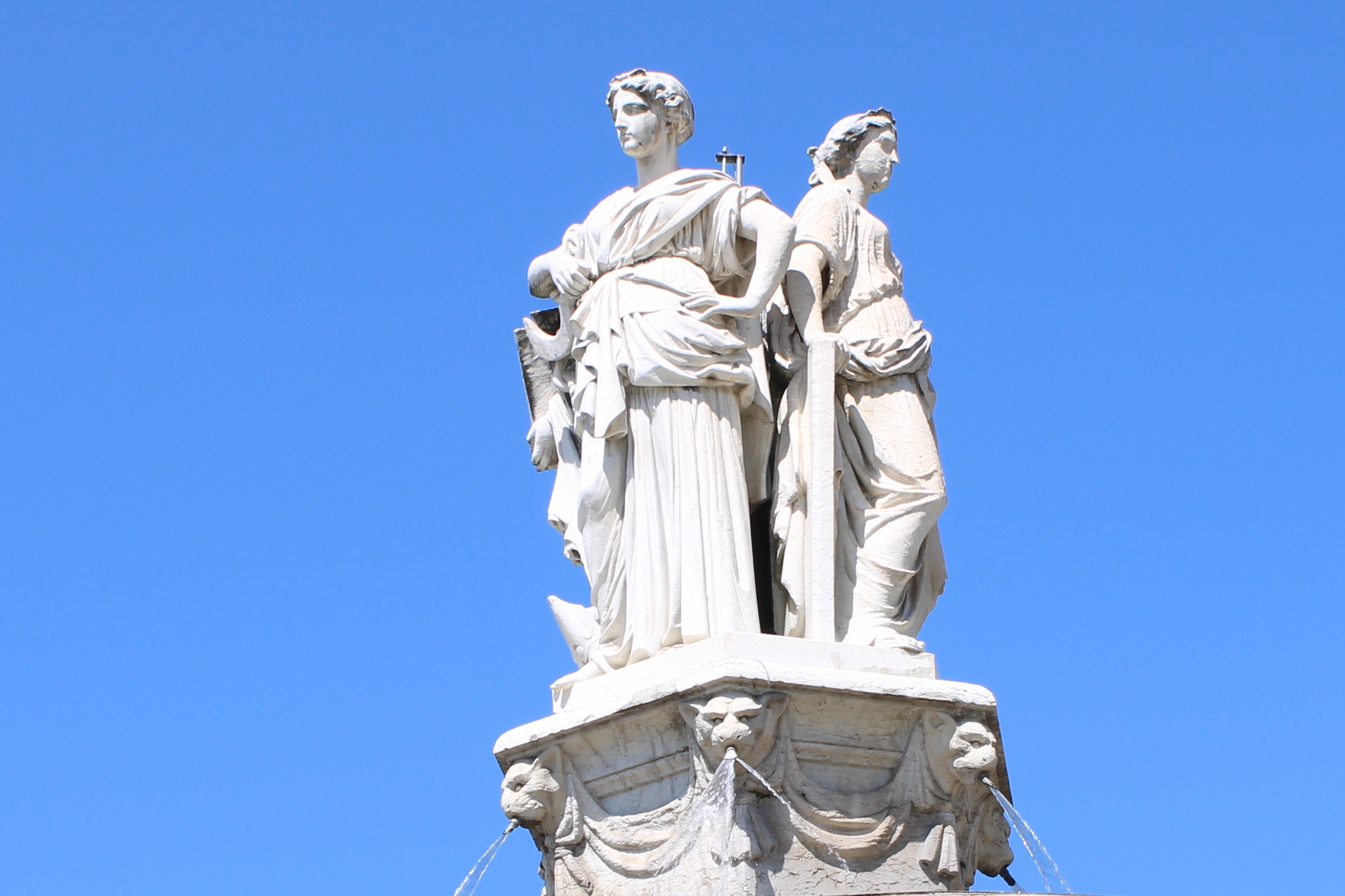
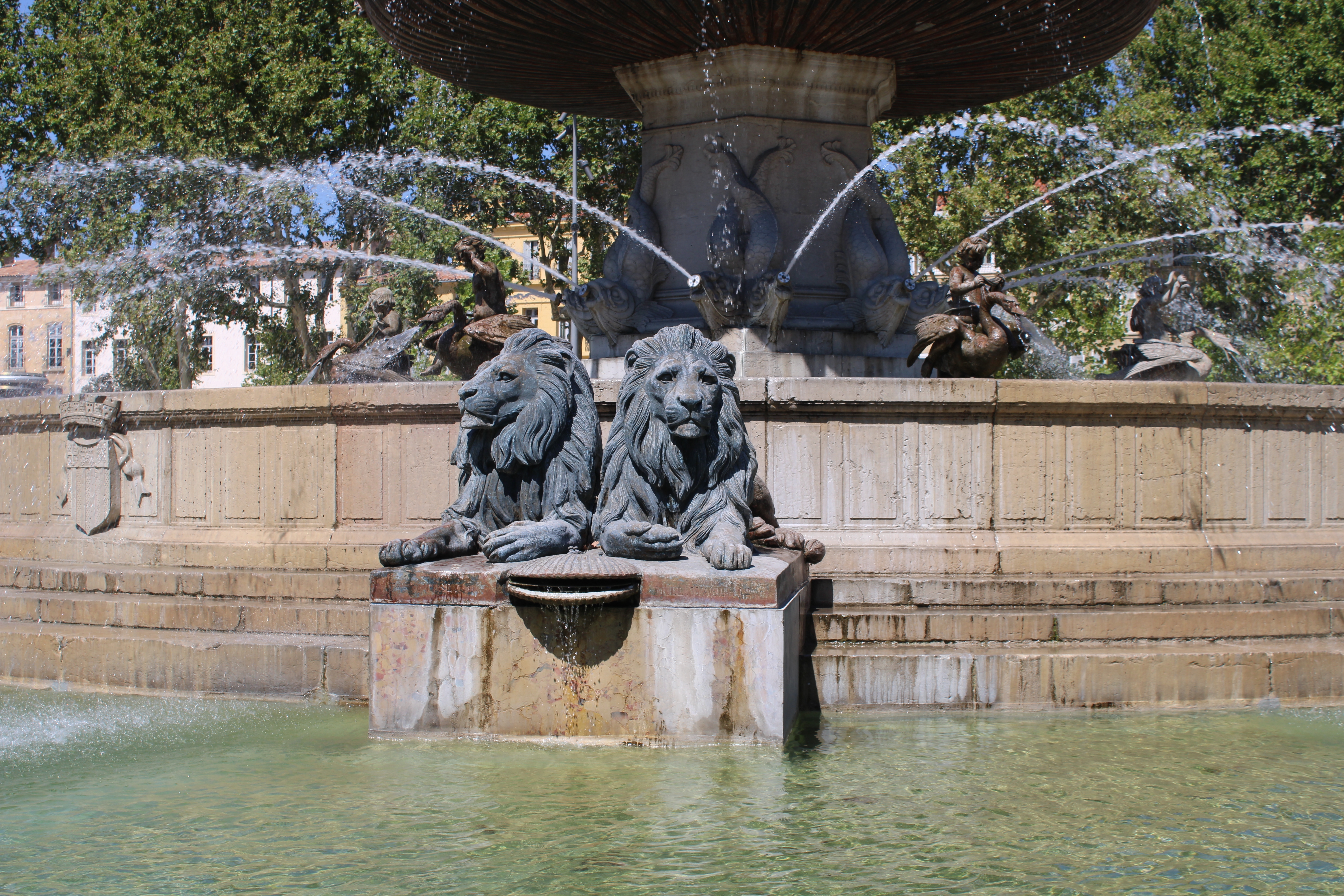
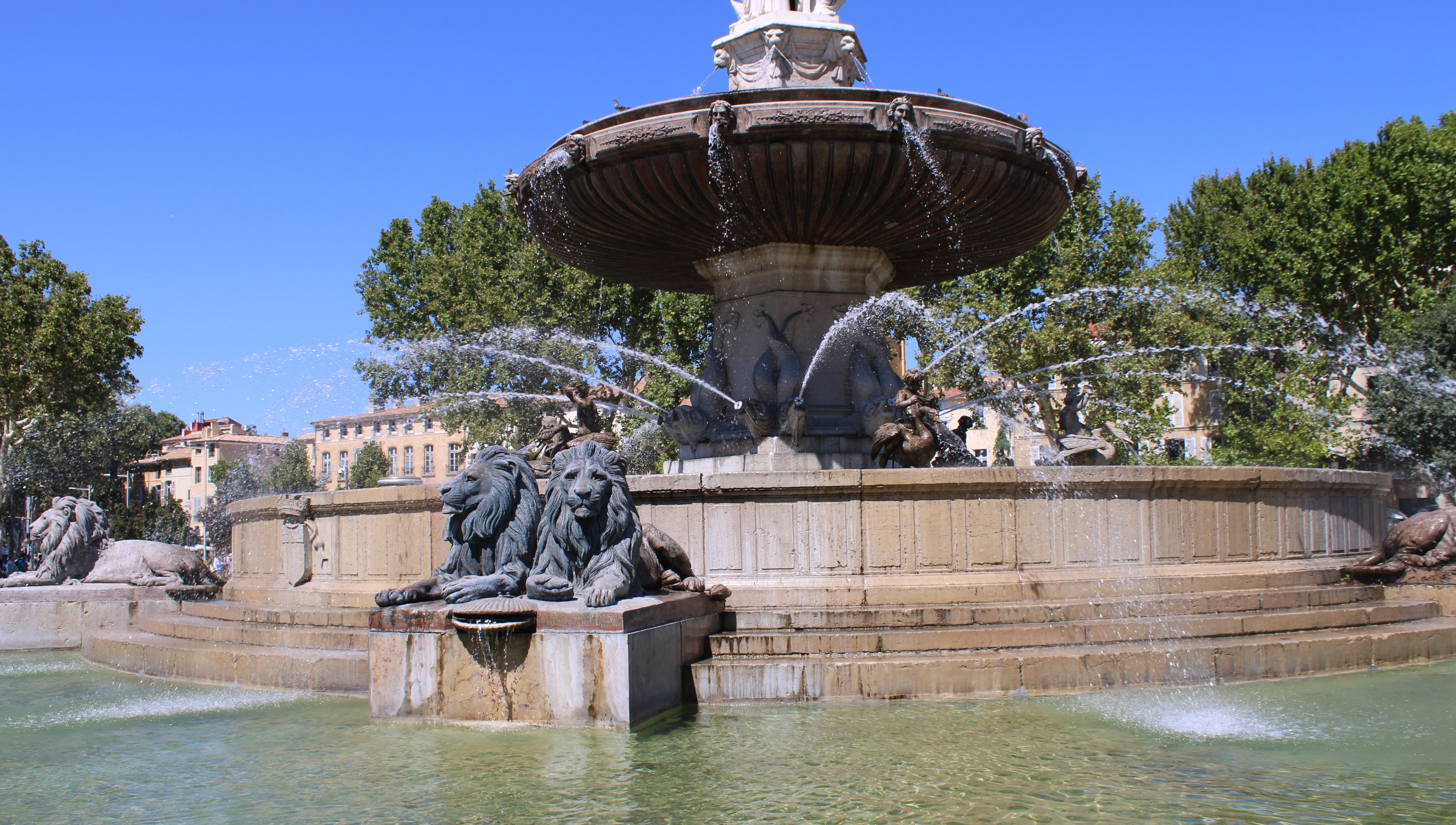